# Liste der Monuments historiques in Plonévez-Porzay
Die Liste der Monuments historiques in Plonévez-Porzay führt die Monuments historiques in der französischen Gemeinde Plonévez-Porzay auf.

## Liste der Bauwerke
| Bezeichnung                     | Beschreibung | Standort | Kennzeichnung | Schutzstatus | Datum | Bild           |
| ------------------------------- | ------------ | -------- | ------------- | ------------ | ----- | -------------- |
| Manoir de Keryar (Herrenhaus)   |              | (Lage)   | PA00090203    | Inscrit      | 1988  |                |
| Manoir de Moëllien (Herrenhaus) |              | (Lage)   | PA00090204    | Inscrit      | 1931  | weitere Bilder |

## Liste der Objekte
- Monuments historiques (Objekte) in Plonévez-Porzay in der Base Palissy des französischen Kultusministeriums